# Kloster Kinloss
Das Kloster Kinloss (En: Kinloss Abbey; Gäl. Abaid Chinn Lois) ist ein ehemaliges Zisterzienserkloster in Schottland. Es liegt rund fünf Kilometer östlich von Forres in der Council Area Moray.

## Geschichte
Das Kloster wurde im Jahr 1150 vom schottischen König David I. gestiftet, der nach der Legende hierher von einer weißen Taube geleitet worden sein soll, als er sich im Wald verirrt hatte. Kloster Kinloss war eine Tochtergründung von Melrose Abbey, das wiederum ein Tochterkloster von Rievaulx Abbey war. Von Kinloss Abbey gingen die Tochtergründungen Kloster Culross und Kloster Deer aus. Die Abtei war eines der wohlhabendsten Klöster in Schottland; sie besaß seit 1312 wertvolle Lachsfangrechte im Fluss Findhorn. Nach der schottischen Reformation diente das 1601 aufgelöste Kloster als Steinbruch.

## Bauten und Anlage
Von den Klostergebäuden ist wenig erhalten. Es stehen noch ein rundbogiger Zugang, das gewölbte Ostende der Kirche und Teile des Abtshauses. Die Reste liegen in einem öffentlichen Friedhof und sind daher frei zugänglich.